# Harana-Valle de Arana
Harana en basque ou Valle de Arana en espagnol est une commune d'Alava située dans la communauté autonome du Pays basque en Espagne.

## Hameaux
La commune comprend les hameaux suivants :
- Alda, concejo, chef-lieu de la commune ;
- Kontrasta, concejo ;
- San Vicente de Arana - Done Bikendi Harana, concejo ;
- Ullívarri-Arana - Uribarri Harana, concejo.